# La caccia di Kaa
La caccia di Kaa (Kaa's Hunting) è un racconto dello scrittore inglese Rudyard Kipling appartenente al ciclo de Il libro della giungla, collocato cronologicamente tra la prima e la seconda parte del racconto I fratelli di Mowgli (che nelle edizioni de Le storie di Mowgli è infatti diviso in due racconti distinti, il primo con lo stesso nome e il secondo con il titolo Il fiore rosso, inframezzati da La caccia di Kaa). Il racconto termina con la Canzone di marcia del Bandar-log.

## Storia
Fu pubblicato per la prima volta nel 1894 in tre parti: il 31 marzo e il 7 aprile sulla rivista Today e a giugno su McClure's Magazine. Nello stesso anno è stato poi ristampato nella raccolta Il libro della giungla.
Fanno qui la loro prima apparizione Kaa e Chil.

## Trama
Il "cucciolo d'uomo" Mowgli, allevato dai lupi nella giungla indiana, viene istruito nella Legge della giungla da Baloo l'orso, in particolare nell'uso delle Parole Maestre con le quali identificarsi come amico con gli altri animali. Baloo e Bagheera, la pantera, sono soddisfatti dei progressi di Mowgli, ma rimangono scioccati quando vengono a sapere che Mowgli è entrato in contatto con le Bandar-log, il popolo delle scimmie, evitate dal resto della giungla in quanto non seguono nessun capo e nessuna Legge.
Mowgli viene punito, ma subito dopo viene rapito dalle Bandar-log e portato alle Tane Fredde, una città umana abbandonata. Mowgli riesce a chiamare Chil, il nibbio, e a chiedergli di avvertire Baloo e Bagheera; questi convincono il pitone Kaa, temutissimo dalle scimmie, ad aiutarli, e tutti e tre si recano a salvare Mowgli. Arrivati alle Tane Fredde ingaggiano una furiosa battaglia con le scimmie, finché Kaa riesce a liberare Mowgli da una vecchia casa dove era stato rinchiuso e a ipnotizzare le scimmie. Mowgli, Baloo e Bagheera possono quindi tornare a casa.

## Adattamenti

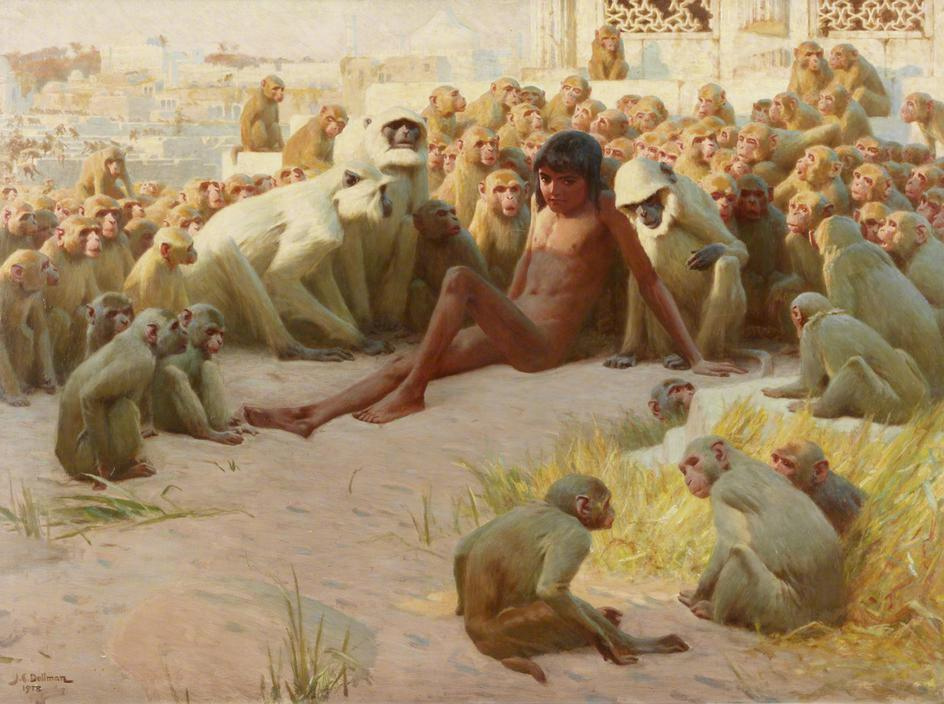
Mowgli circondato dalle Bandar-log in un dipinto di John Charles Dollman

Il racconto del rapimento di Mowgli da parte delle scimmie è stato ripreso nel film di animazione della Disney Il libro della giungla del 1967: a differenza del racconto, le Bandar-log sono guidate da un orango, Re Luigi, che ha voluto rapire Mowgli per conoscere il segreto del fuoco, e il cucciolo d'uomo viene salvato da Baloo e Bagheera senza l'intervento di Kaa (che in questo adattamento è cattivo).
Un'altra versione animata è quella dell'anime Il libro della giungla del 1989, in particolare negli episodi 13-15 (Il ritorno dell'eroe, Le Pietre Morte e L'amico della giungla); anche in questa serie le scimmie sono guidate da un capo, una scimmia albina di nome Logu, e rapiscono Mowgli per conto di Shere Khan.
Il racconto è stato anche d'ispirazione per il poema sinfonico Les Bandar-log (Scherzo des singes) (op. 176) di Charles Koechlin, facente parte del ciclo Le Livre de la jungle e successivamente trasposto anche in balletto. La sinfonia, composta e orchestrata tra il 1939 e il 1940, possiede una struttura molto variegata: l'inizio è infatti calmo, ma quando irrompono sulla scena le scimmie si passa al dinamismo (politonalità e atonalità); l'atonalità diventa musicale quando tutta la foresta si mette a cantare insieme alle scimmie, che aumentano poi il loro baccano facendo scomparire il ritmo, con percussioni casuali. Vengono infine fatte fuggire da Baloo, Bagheera e Kaa, e l'opera si conclude con la foresta calma come all'inizio.

## Uso nello scautismo
All'interno della branca dei lupetti dello scautismo, tale racconto è di particolare importanza perché mostra come Mowgli impari la Legge e le Parole Maestre e comprenda l'importanza di rispettare sia la Legge stessa che l'esperienza dei più grandi; analogamente i cuccioli dei Lupetti imparano la Legge del Branco, ad obbedire ai Vecchi Lupi e a seguire le regole della comunità, facendo così la Promessa (per questo motivo normalmente viene affrontato il racconto al termine del cosiddetto periodo del "cucciolato"). Lo strumento della morale indiretta gioca un ruolo di primo piano tramite le Bandar-log (che non hanno limiti né morale) e il pericolo che corre Mowgli nel non obbedire a Baloo e Bagheera per seguire le scimmie. Essendo un racconto molto lungo e intenso ma molto importante, viene consigliato ai capi di dividerlo in parti più corte per poterlo raccontare interamente al meglio, ambientandovi magari un grande gioco all'interno di una caccia.
Baden-Powell, fondatore dello scautismo, dedica al racconto un capitolo intero (il "Quarto Morso") del suo Manuale dei lupetti: inizialmente descrive le vicende di Mowgli, usandole come spunto per sottolineare la differenza tra i ragazzi che seguono l'esempio delle Bandar-log (non facendo niente e non obbedendo a nessuna Legge) e i Lupetti che seguono le regole del Branco e quindi si divertono di più; introduce quindi la Promessa del Lupetto e ne descrive il significato (in particolare il concetto di "Buona Azione"), aggiungendo infine che i Lupetti di fronte alle difficoltà «sempre sorridono e sanno sopportare». Il capitolo viene chiuso da una descrizione della "danza della fame di Kaa", un modo giocoso di vivere con i Lupetti l'ultima parte del racconto (quando il pitone ipnotizza le Bandar-log).